# Сюрсовайчик
Сюрсова́йчик (рос. Сюрсовайчик) — присілок в Ігринському районі Удмуртії, Росія.

## Населення
Населення — 63 особи (2010; 75 в 2002).
Національний склад станом на 2002 рік:
- удмурти — 73 %
- росіяни — 27 %

## Урбаноніми[3]
- вулиці — Джерельна, Ставкова